# بلانکا پائولو
بلانکا پائولو (چکی: Blanka Paulů؛ ۳۱ مارس ۱۹۵۴) اسکی‌باز صحرانوردی اهل چکسلواکی بود.

## حرفه
پائولو اولین موفقیت بین‌المللی خود را در مسابقات قهرمانی نوجوانان اروپا در سال ۱۹۷۳ در Kawgolowo به دست آورد. در آنجا او مدال برنز ۵ کیلومتر را به دست آورد. سال بعد در مسابقات جهانی اسکی شمال اروپا در سال ۱۹۷۴ در فالون نقره در ۵ کیلومتر و برنز در امدادی را به دست آورد. او در مسافت ۱۰ کیلومتر چهارم شد. در مارس ۱۹۷۴ او در بازی‌های اسکی لاهتی برنده رله شد. در یونیورسیاد زمستانی ۱۹۷۵ در لیویگنو، او مدال طلا را در ۵ کیلومتر و ۱۰ کیلومتر به دست آورد. در فوریه ۱۹۷۶ در المپیک زمستانی در اینسبروک شرکت کرددر مسافت ۱۰ کیلومتر به مقام هفدهم، در مسافت ۵ کیلومتر به مقام دهم و در رله به مقام ششم رسید. بهترین نتایج او در مسابقات جهانی اسکی نوردیک در لاهتی در سال ۱۹۷۸ مقام دهم در ۱۰ کیلومتر و مقام ششم در امدادی بود. در همان سال او مدال طلا را در ۵ کیلومتر در یونیورسیاد زمستانی در اشپیندلروو ملین به دست آورد. در بازی‌های المپیک زمستانی در فوریه ۱۹۸۰ در لیک پلاسید، او در ۵ کیلومتر ۳۰، در ۱۰ کیلومتر ۲۹ و در امدادی مقام چهارم شد. در فوریه ۱۹۸۱ او برنده یونیورسیاد زمستانی در Candanchú شدمدال برنز در ۵ کیلومتر و مدال نقره در ۱۰ کیلومتر. در مسابقات قهرمانی اسکی نوردیک جهان در اسلو در سال ۱۹۸۲، او مقام شانزدهم را در ۲۰ کیلومتر کلاسیک به دست آورد. او در مسابقات جهانی اسکی نوردیک در سال ۱۹۸۵ در سیفلد به مقام ۱۹ در مسافت ۲۰ کیلومتر کلاسیک دست یافت. در المپیک زمستانی ۱۹۸۴ در سارایوو، او نقره را در امدادی به دست آورد و در ۲۰ کیلومتر کلاسیک مقام چهارم را به دست آورد. او دو مسابقه جام جهانی را در جام جهانی اسکی کراس کانتری برنده شد. بهترین نتیجه کلی او در جام جهانی مقام چهارم در فصل ۱۹۸۲/۸۳ بود.
در مسابقات قهرمانی چکسلواکی، پائولو شش بار بیش از ۱۰ کیلومتر (۱۹۷۵، ۱۹۷۸، ۱۹۸۱–۱۹۸۴)، پنج بار بیش از ۲۰ کیلومتر (۱۹۷۶، ۱۹۸۰، ۱۹۸۲، ۱۹۸۳، ۱۹۸۵)، چهار بار بیش از ۵ کیلومتر (۱۹۷۴–۱۹۸۴، ۱۹۷۴، ۱۹۷۴، ۱۹۷۶، ۱۹۷۴، ۱۹۷۴، ۱۹۷۴) قهرمان شد) و یک بار با فصل (۱۹۷۶). او همچنین در سال ۱۹۷۳ قهرمان نوجوانان چکسلواکی بیش از ۵ کیلومتر شد.